# Placozous
Els placozous (Placozoa) són un filum descrit pel zoòleg alemany Franz Eilhard Schulze (1840 - 1921), a partir d'uns petits animals plans i reptants que es van trobar en un aquari marí de l'Institut de Zoologia de Graz (Àustria). Es van considerar com a uns nous animals d'acord amb la teoria de la plánula. Durant anys, l'única espècie validada de placozous va ser Trichoplax adhaerens (Tricoplàcids). Més recentment, Hoilungia hongkongensis i Polyplacotoma mediterranea van ser acceptades com a espècies noves. Així mateix, s'ha suggerit que poden existir fins a cent espècies més, però que encara no s'han trobat.
Possiblement és l'animal d'estructura més simple existent en el nostre planeta. Viu en aigües marines i presenta l'aspecte d'una coca minúscula composta per multitud de cèl·lules. S'enfila a les roques i devora qualsevol alga que hi visqui a sobre. Encara que és un organisme una mica més complex que els protozous, no posseeix cap òrgan especialitzat. Al principi es va pensar que es tractava de la larva d'algun animal.

## Característiques

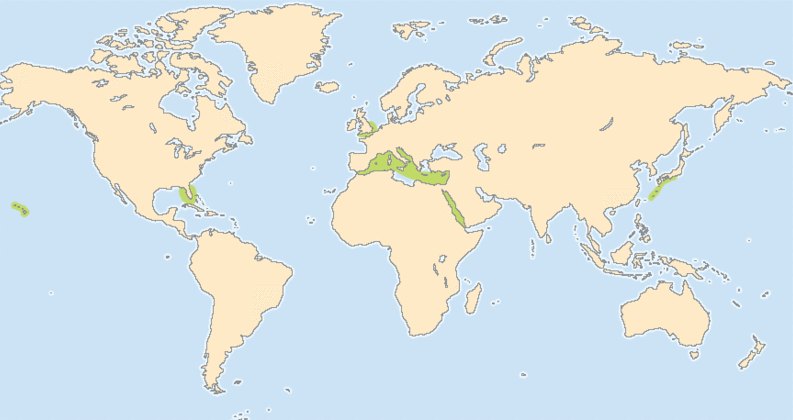
Distribució geogràfica de Trichoplax adhaerens

Trichoplax adhaerens i Hoilungia hongkongensis són morfològicament indistingibles: són un animal marí de manera globosa amb una cavitat corporal plena de líquid a pressió. T. adhaerens va constituir durant molt temps el seu propi filum ja que l'altra espècie, Treptoplax reptans, s'havia descrit el 1896 i no s'ha tornat a veure des de llavors. Amb el descobriment i validació recents de les últimes dues espècies, això ha canviat.
D'altra banda, Polyplacotoma mediterranea difereix profundament de les altres espècies. Morfològicament, posseeix llargues branques corporals politómiques i una longitud corporal màxima de més de 10 mm. Així mateix, alberga un genoma mitocondrial altament compacte amb ARNt mitocondrial superposat i gens codificantes de proteïnes.
Al primer exemplar que va trobar Schulze el va anomenarTrichoplax adhaerens, que etimològicament significa "placa amb pèls (cilis) que s'enganxa"; posteriorment, altres autors van qüestionar el seu significat, ja que mai s'havien trobat a la naturalesa; especulant-se de que fos una fase larvària (no un adult) d'un altre animal (de medusa o esponja) que va ser introduït per casualitat en l'aquari.
En 1971, Grell, protozoólogo, va trobar el T. adhaerens lliure a la naturalesa, al Mediterrani i a la mar Roja. Posteriorment Ivanov (1980) el va localitzar també a la mar Càspia; per tant és una forma cosmopolita d'aigües càlides, amb la qual cosa es va deixar de banda la teoria de que fos una larva.
Trichoplax manca d'òrgans i de la majoria dels teixits, encara que es creu que provindria d'un tipus d'animals amb teixits i òrgans. Presenta un cos ameboide de 0,5 mm. Està compost d'unes poques cèl·lules que acaben en un simple cili que fa possible el moviment, i que estan estratificades en tres làmines. Sol adherir-se molt bé als substrats i se'l troba habitualment en el mitjà intersticial. Es nodreix per absorció i s'han observat estructures per a atrapar l'aliment. Produeix òvuls i esperma, però no té òrgans sexuals; també s'ha observat la reproducció asexual.

## Relacions filogenètiques
Donada la seva simplicitat, al principi es va creure que els placozous eren els animals actuals més primitius. No obstant això, en descobrir-se que les seves cèl·lules epitelials estan connectades per unions de proteïnes extracelul·lars (desmosomas), una condició resent en tots els animals excepte en les esponges, es va suggerir que els placozous podrien haver aparegut més tard i que podrien estar en la base filogenètica dels eumetazoos. S'ha suggerit que els placozous poden estar relacionats amb els cnidaris ja que s'observen algunes similituds morfològiques com la larva plánula. Els eixos del cos de cnidaris i placozous són molt similars i les cèl·lules responen als mateixos anticossos neuropèptids malgrat que els placozous no han desenvolupat cap neurona. Anàlisis genètiques recents recolzen aquesta relació:
|  | Bilateria                                             |
|  |                                                       |
|  | \| \| Cnidaria \| \| \| \| \| \| Placozoa \| \| \| \| |
|  |                                                       |
|  | Cnidaria                                              |
|  |                                                       |
|  | Placozoa                                              |
|  |                                                       |

|  | Cnidaria |
|  |          |
|  | Placozoa |
|  |          |

|  | Bilateria                                             |
|  |                                                       |
|  | \| \| Cnidaria \| \| \| \| \| \| Placozoa \| \| \| \| |
|  |                                                       |
|  | Cnidaria                                              |
|  |                                                       |
|  | Placozoa                                              |
|  |                                                       |

|  | Cnidaria |
|  |          |
|  | Placozoa |
|  |          |

|  | Bilateria                                             |
|  |                                                       |
|  | \| \| Cnidaria \| \| \| \| \| \| Placozoa \| \| \| \| |
|  |                                                       |
|  | Cnidaria                                              |
|  |                                                       |
|  | Placozoa                                              |
|  |                                                       |

|  | Cnidaria |
|  |          |
|  | Placozoa |
|  |          |

|  | Bilateria                                             |
|  |                                                       |
|  | \| \| Cnidaria \| \| \| \| \| \| Placozoa \| \| \| \| |
|  |                                                       |
|  | Cnidaria                                              |
|  |                                                       |
|  | Placozoa                                              |
|  |                                                       |

|  | Cnidaria |
|  |          |
|  | Placozoa |
|  |          |

Si aquesta hipòtesi és correcta, els placozous més que animals simples, serien animals simplificats, derivats d'uns altres animals més complexos.

### Articles científics
- V. J. Birstein: On the Karyotype of "Trichoplax sp." (Placozoa). en: Biologisches Zentralblatt. Fischer, Jena - Stuttgart 108.1989, S. 63. ISSN 0006-3304
- K. G. Grell, A. Ruthmann: Placozoa. en: F. W. Harrison, J. A. Westfall (Hrsg.): Microscopic Anatomy of Invertebrates. Bd 2. Wiley-Liss, Nueva York 1991, S.13. ISBN 0-471-56224-6
- W. Jakob, S. Sagasser, S. Dellaporta, P. Holland, K. Kuhn, B. Schierwater: The Trox-2 Hox/Para Hox gene of "Trichoplax" (Placozoa) marks an epithelial boundary. en: Development Genes and Evolution. Springer, Berlín 214.2004, S.170. ISSN 0949-944X
- Y. K. Maruyama: Occurrence in the Field of a Long-Term, Year-Round Stable Population of Placozoa. en: Biological Bulletin. Laboratory, Woods Hole Mass 206.2004,1, S. 55. ISSN 0006-3185
- T. Syed, B. Schierwater: The evolution of the Placozoa - A new morphological model. en: Senckenbergiana lethaea. Schweizerbart, Stuttgart 82.2002,1, S. 315. ISSN 0037-2110
- P. Schubert: "Trichoplax adhaerens" (Phylum Placozoa) has cells that react with antibodies against the neuropeptide RFAmide. en: Acta Zoologica. Blackwell Science, Oxford 74.1993,2, S.115. ISSN 0001-7272
- T. Ueda, S. Koga, Y. K. Marayama: Dynamic patterns in the locomotion and feeding behaviour by the placozoan "Trichoplax adhaerens".  en: BioSystems. North-Holland Publ., Ámsterdam 54.1999, S.65. ISSN 0303-2647
- O. Voigt, A.G. Collins, V. Buchsbaum Pearse,  J.S. Pearse, A. Ender, H. Hadrys, B.Schierwater: Placozoa — no longer a phylum of one. en: Current Biology. Cell Press, Cambridge Mass 14.2004, 22, S. R944. ISSN 0960-9822

### Cites
Placozoa
- K. G. Grell: Trichoplax adhaerens, F. E. Schulze und die Entstehung der Metazoen. en: Naturwissenschaftliche Rundschau. Wiss. Verl.-Ges., Stuttgart 24.1971, S.160. ISSN 0028-1050

Treptoplax reptans
- F. S. Monticelli: Treptoplax reptans n. g., n. s. en: Rendiconti / Accademia Nazionale dei Lincei, Roma, Classe di Scienze Fisiche, Matematiche e Naturali. Rom 2.1893,5, S.39. ISSN 0001-4435

Trichoplax adhaerens
- F. E. Schulze: Trichoplax adhaerens n. g., n. s. en: Zoologischer Anzeiger. Elsevier, Amsterdam-Jena 6.1883, S.92. ISSN 0044-5231